# Área de Conservação da Paisagem de Lihula
A Área de Conservação da Paisagem de Lihula é uma área protegida situada no condado de Lääne, na Estónia. Desde 2010, esta área é considerada um sítio Ramsar.
A sua área é de 6654 hectares.